# أليكس لومبارديرو
أليخاندرو «أليكس» لومبارديرو مينديز (ولد في 1 مارس 1979 في آرتيكسو، غاليسيا) هو لاعب كرة قدم إسباني متقاعد، لعب في مركز خط الوسط.

## وصلات خارجية
- أليكس لومبارديرو على موقع الاتحاد الدولي (مؤرشف)  (الإنجليزية)
- أليكس لومبارديرو على موقع قاعدة بيانات كرة القدم.إي يو (الإنجليزية)
- أليكس لومبارديرو على موقع قاعدة بيانات كرة القدم.إي يو (الإنجليزية)
- BDFutbol profile
- Futbolme profile (بالإسبانية)